# Macromitrium perreflexum
Macromitrium perreflexum là một loài rêu trong họ Orthotrichaceae. Loài này được Steere mô tả khoa học đầu tiên năm 1982.